# Paracanthobrama
Paracanthobrama is een geslacht van straalvinnige vissen uit de familie van karpers (Cyprinidae).

## Soort
- Paracanthobrama guichenoti Bleeker, 1864